# Pedro Beltrán (músico)
Pedro Agustín Beltrán Castro, conocido como Ramayá Beltrán (Corregimiento de Patico, Talaigua Nuevo, Bolívar, 5 de febrero de 1930) es un compositor, flautista y músico colombiano. 
Especializado en la flauta de millo y la gaita colombiana. Es reconocido como el fundador de la cumbia moderna de Soledad. Junto a Fruko (de Fruko y sus tesos) y Aníbal Velásquez fue invitado a participar en el álbum de Ondatrópica, grabado en Londres por el inglés Will Holland y Mario Galeano. Este proyecto buscó rescatar la música colombiana de los años cincuenta y sesenta. 
Ha sido el Rey Momo de los Carnavales de Barranquilla y una de las estaciones de Transmetro lleva su nombre. Compuso varias canciones que ahora se consideran parte del patrimonio folclórico colombiano, y que son consideradas himnos del Carnaval, como: "El ratón", "La rebuscona", "Mico ojón pelú", "La clavada", "La cabuyita", "La burra mocha", "Viva el carnaval", "Mi flauta," "La estera", "El caballo Chovengo", entre otras.

## Biografía
Pedro Ramayá nació en una familia de músicos. Su padre, Miguel Beltrán, era un gaitero reconocido, "curandero de culebra, rezandero, de toda vaina". Comenzó desde niño tocando la dulzaina y la flauta, y a los ocho años ya era conocido como virtuoso de la flauta, y soñaba con tocar como el flautista Gregorio Polo. A los doce conformó su primera agrupación. Luego pasó por el servicio militar obligatorio, en donde participó en las murgas militares, aprendió a ejecutar el acordéon y la guitarra. De allí salió pensionado y decidido a dedicarse de lleno a interpretar la flauta. Luego de ello se presentó ante Efraín Medina, director de la agrupación La Cumbia Soledeña. Dirigió el grupo La Bombo Asao e hizo su primera grabación en el año 1961. 
Trabajó para una licorera de Antioquia, haciendo unas presentaciones que se llamaban: Viernes del Buen Sabor, las cuales consistían en un recorrido de promoción de caseta en caseta, por el cual le pagaban 250 pesos por la hora. El músico lo recuerda de la siguiente manera: "En aquella época trabajaba para una empresa de aguardiente y los viernes hacíamos unos toques. El animador del evento, un joven de apellido Barrios, vio que era muy largo presentarme diciendo: “¡Bienvenidos a ‘La ronda del buen sabor y la alegría’ con Pedro Beltrán Castro y su Cumbia Moderna!”. Y aprovechando el éxito de la canción, decidió ponerme de apellido el título de la pieza musical: ¡Pedro Ramayá y su Cumbia Moderna!"

## Origen de "Ramayá"
Sin embargo, en 1975 cambió su suerte. En ese año, Afric Simone era el artista de moda en el Caribe colombiano, quien era originario de Brasil, pero había creado su fama en Lourenço Marques (actual capital de Mozambique). Uno de sus éxitos era la canción "Ramayá", grabada en Francia con la disquera Barclay, y esta música circuló en Colombia en la compilación Golden Banana Sound, de Orbe. En palabras de Ramayá, "Cuarenta y un años después no sé qué significa esa palabra de seis letras, me suena como a un bicho raro...".
Pedro Beltrán y los miembros de su grupo hicieron un cover de esta canción, primero como guaracha y después, en octubre Discos Tropical los contactó para pedirles que hicieran una versión en cumbia.
Fue de tal éxito esta versión que un animador de apellido Barros lo presentó como Pedro ‘Ramayá’ Beltrán y su conjunto; y de ahí en adelante "ya no me pude zafar de ese bautizo artístico”, dice el cañamillero.